# Azuaga
Azuaga é um município da Espanha na comarca de Campiña Sur, província de Badajoz, comunidade autónoma da Estremadura, de área 498 km². Em 2021 tinha 7 702 habitantes (densidade: 15,5 hab./km²).

## Demografia
| Variação demográfica do município entre 1991 e 2004 [carece de fontes?] | Variação demográfica do município entre 1991 e 2004 [carece de fontes?] | Variação demográfica do município entre 1991 e 2004 [carece de fontes?] | Variação demográfica do município entre 1991 e 2004 [carece de fontes?] |
| ----------------------------------------------------------------------- | ----------------------------------------------------------------------- | ----------------------------------------------------------------------- | ----------------------------------------------------------------------- |
| 1991                                                                    | 1996                                                                    | 2001                                                                    | 2004                                                                    |
| 9935                                                                    | 9274                                                                    | 8465                                                                    | 8320                                                                    |